# Figurka z Las Limas

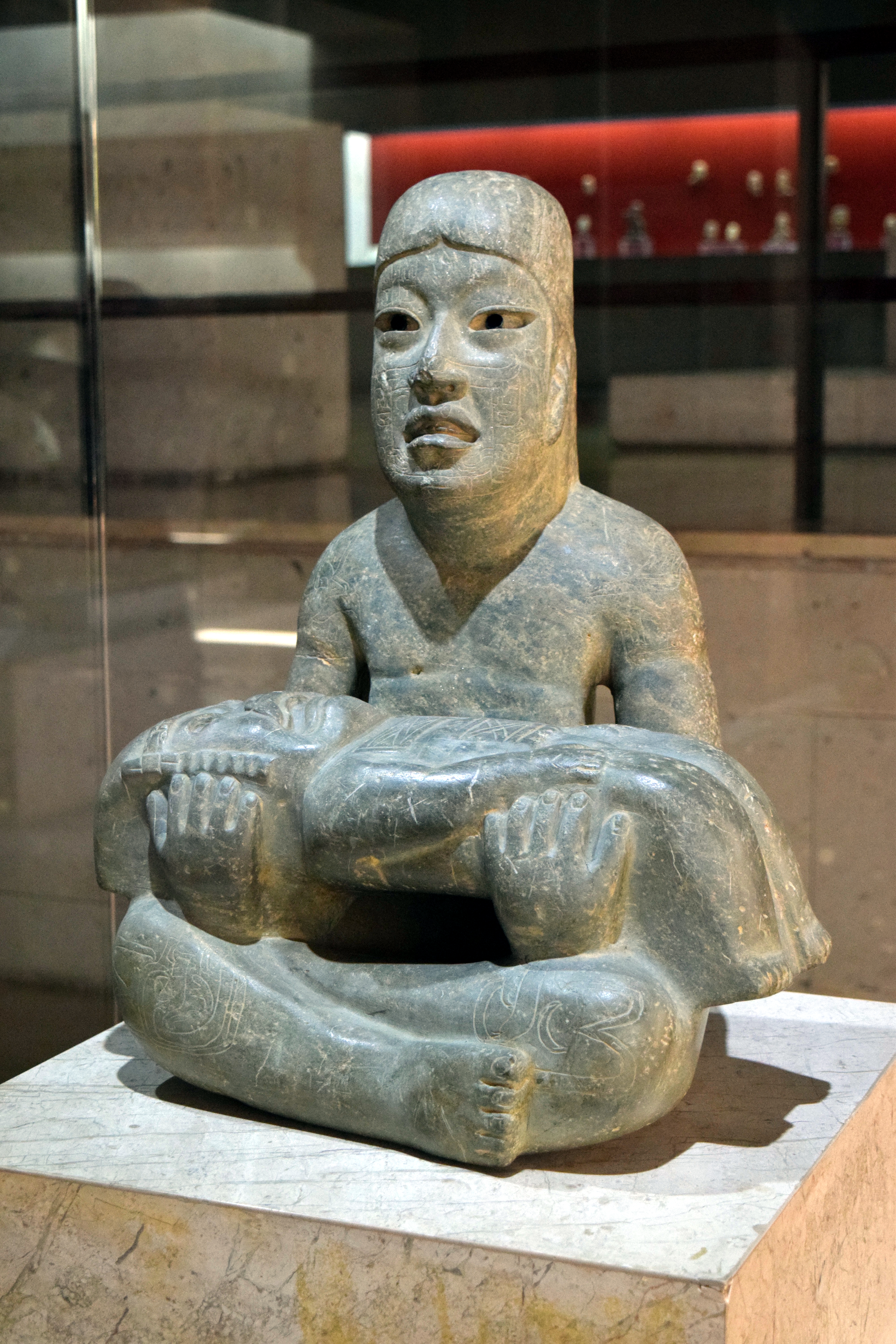
Figurka z Las Limas

Las Limas i inne miejsca związane z Olmekami. Żółte kropki oznaczają dawne miejscowości Olmeków, a czerwone znaleziska artefaktów

Figurka z Las Limas – olmecka figurka przedstawiająca bliżej nieznane bóstwo, odnaleziona w 1965 roku niedaleko miejscowości Las Limas w meksykańskim stanie Veracruz.
Wykonana z zielonego kamienia rzeźba została odkryta przypadkowo przez dwójkę dzieci – Rosę i Severiano Paschal Manuel. Wykopana przez ich rodziców, została uznana przez miejscowych za figurę Matki Boskiej i postawiona na domowym ołtarzyku. Przybrana w odświętne dekoracje, była otaczana nabożną czcią przez okoliczną ludność. Dopiero gdy wieść o odkryciu dotarła do archeologów z Xalapy, rzeźbę po długich targach z miejscowymi zabrano do tamtejszego muzeum.
Figura ma 55 cm wysokości i 42 cm szerokości i waży ok. 60 kg. Prawdopodobnie powstała w środkowym okresie preklasycznym (formatywnym), pomiędzy 1000 a 600 lat p.n.e.
Przedstawia siedzącego młodego mężczyznę, trzymającego na rękach dziecko o rysach jaguara, z opaską nagłowną, pektorałem i opaską biodrową, które zdobią inicjały w kształcie litery X. Na ramionach i nogach mężczyzny wyryto wizerunki czterech bóstw o charakterystycznych cechach: boga ziemi o cechach kajmana i ropuchy z okiem ze znakiem X w środku, boga solarnego o cechach ptaka z przypominającym płomień trzyczęściowym znamieniem nad okiem, chtoniczne bóstwo wodne o cechach ryby z sierpowatym okiem i wystającym z paszczy trójkątnym zębem rekina oraz bliżej nieokreśloną postać z migdałowatym okiem i przechodzącym przez nie pasem ciągnącym się wzdłuż całej twarzy. Zdaniem Petera Davida Joralemona rzeźba jako całość wyobraża boga burz i deszczu, któremu składano w ofierze małe dzieci.